# Acrocercops parallela
Acrocercops parallela là một loài bướm đêm thuộc họ Gracillariidae. Loài này có ở Queensland.